# 金遣
金遣（きんづかい）は、江戸時代において使われた経済用語で物価を決めるのに金を用いることを指す。これに対して銀を用いることを銀遣（ぎんづかい）と呼ぶ。
『近世風俗誌』に「たとえば米価を唱ふにも京坂は一石の価銀幾十匁と云、江戸は金一両に米幾斗幾升と云」と記されているように江戸を中心とした東国では金遣、上方を中心とした西国では銀遣が採用されていた。一般的には伊勢国・美濃国・加賀国を境界として東を金遣・西を銀遣とするが例外もあって厳密な区分は困難である。
金は室町時代後期以降に東国を中心に生産力が増加しており、東国を基盤として武家政権（江戸幕府）を開いた徳川家康は自身が佐渡金山や伊豆金山を把握したこともあり、金の大判・小判を鋳造して金を中心として銅銭を組み合わせた貨幣体制の構築を目指したが、経済的に優位にあった西国の商慣習である銀遣を覆すには至らなかった。そもそも西国でも金は全く流通していなかった訳ではなかったが、金は銀と比較して余りにも価値が高すぎて日常生活や通常の商取引には不向きであった（江戸幕府の前の豊臣政権も金の大判を製作していたが、諸大名や家臣への恩賞などの贈答目的に用いられて一般における流通を前提にはしていなかった）。このため、幕府を中心とする武家経済が確立した江戸を中心とする東国では金遣が行われることになった。なお、江戸幕府が金遣に拘った理由としては、関東地方の畑作地帯では金1両を銅銭1貫文（永楽通宝1000枚）とみなす「永」という概念が存在し、それに基づいた金納による年貢徴収の仕組（永高・永取）が確立していたため、同地方に基盤を置く幕府の財政運営が金とつながりを持たざるを得なかったから（反対に言えば、「永」の概念のない西国が慣れ親しんだ銀目の使用を放棄する理由はない）とする説があり、江戸時代においても大石久敬『地方凡例録』や小川愛道『算学定位法』なども永勘定の採用と金遣の採用を関連づけて論じている。
このため、東国経済の中心である江戸と西国経済の中心である大坂には金銀の相場が立ち、その交換比率は常に変動した。特に元禄改鋳によって金貨の価値が下がると相場が激しく変動した。改鋳直前の元禄8年（1695年）には1両＝60匁前後であったが、5年間で1両＝48匁前後となり、その影響は江戸における物価高騰として反映された。そのため、江戸幕府は元禄13年（1700年）に1両＝60匁と定め、天保10年（1839年）にも重ねて1両が60匁未満になることを禁止するなどの統制策を取った。元禄以降の歴代政権は1両＝60匁を維持すべく通貨政策を取り続け、また幕府の内外から相場の安定や銀遣いの禁止などの意見も出されたが実現は困難を極めた。明治元年5月9日（1868年6月28日）、明治政府は銀目廃止令を布告し、丁銀および豆板銀などの秤量貨幣の使用は停止されて通貨の両への一本化が図られた。